# Berberis lechleriana
Berberis lechleriana là một loài thực vật thuộc họ Berberidaceae. Đây là loài đặc hữu của Ecuador.